# Soutpansberg
Soutpansberg (afrikaans für ‚Salzpfannenberg‘, in älterer niederländischer Schreibweise Zoutpansberg) ist ein Gebirge in der Limpopo-Provinz im nordöstlichen Südafrika und der nördlichste Gebirgszug Südafrikas.
Der Soutpansberg erstreckt sich über ca. 250 Kilometer in West-Ost-Richtung südlich der Grenze zu Simbabwe, die Ausdehnung in Nord-Süd-Richtung beträgt zwischen 15 und 60 Kilometer. In der westlichen Hälfte werden mit den Bergen Hanglip (1719 m) und Lajuma (1748 m) seine größten Höhen erreicht. In diesem Teil befindet sich auch das Naturschutzgebiet Western Soutpansberg Conservancy mit einer Fläche von 90.000 ha. Im Westen schließt sich das Gebirge des Blouberg an.
Das Gebirge ist nach der Salzpfanne an seinem westlichen Ende benannt. Der ältere Name lautet jedoch Ijserberg für „Eisengebirge“. Es war der Namensgeber für die kurzlebige Burenrepublik Zoutpansberg.